# Au in der Hallertau
The đô thị Au in der Hallertau is in the north of the huyện Freising and in the southern part of the Hallertau, trong bang Bayern, nước Đức. Đô thị Au in der Hallertau có diện tích 54,99 km², dân số thời điểm 31 tháng 12 năm 2006 là 5626 người.